# Solinski dekanat
Solinski dekanat je teritorijalno-pastoralna jedinica u sastavu Splitsko-makarske nadbiskupije i metropolije. Danas obuhvaća 10 župa.
Župe u sastavu ovog dekanata su: Donje Selo, Gornje Selo, Grohote, Kamen, Kučine, Maslinica, Mravince, Solin - Gospa od Otoka, Solin - Solinski mučenici, Solin - sv. Kajo, Srednje Selo, Stobreč, Vranjic i Žrnovnica.